# Andreas Cornelius
Andreas Evald Cornelius (* 16. března 1993 Kodaň) je dánský profesionální fotbalista, který hraje na pozici útočníka za dánský klub FC Kodaň a za dánský národní tým.

## Klubová kariéra
V A-týmu Kodaně debutoval 9. dubna 2012 proti Aarhus GF, když šel na hřiště v 81. minutě. Zápas skončil remízou 0:0. V sezóně 2012/13 získal s Kodaní ligový titul, přičemž se s 18 góly stal nejlepším střelcem Superligaen.

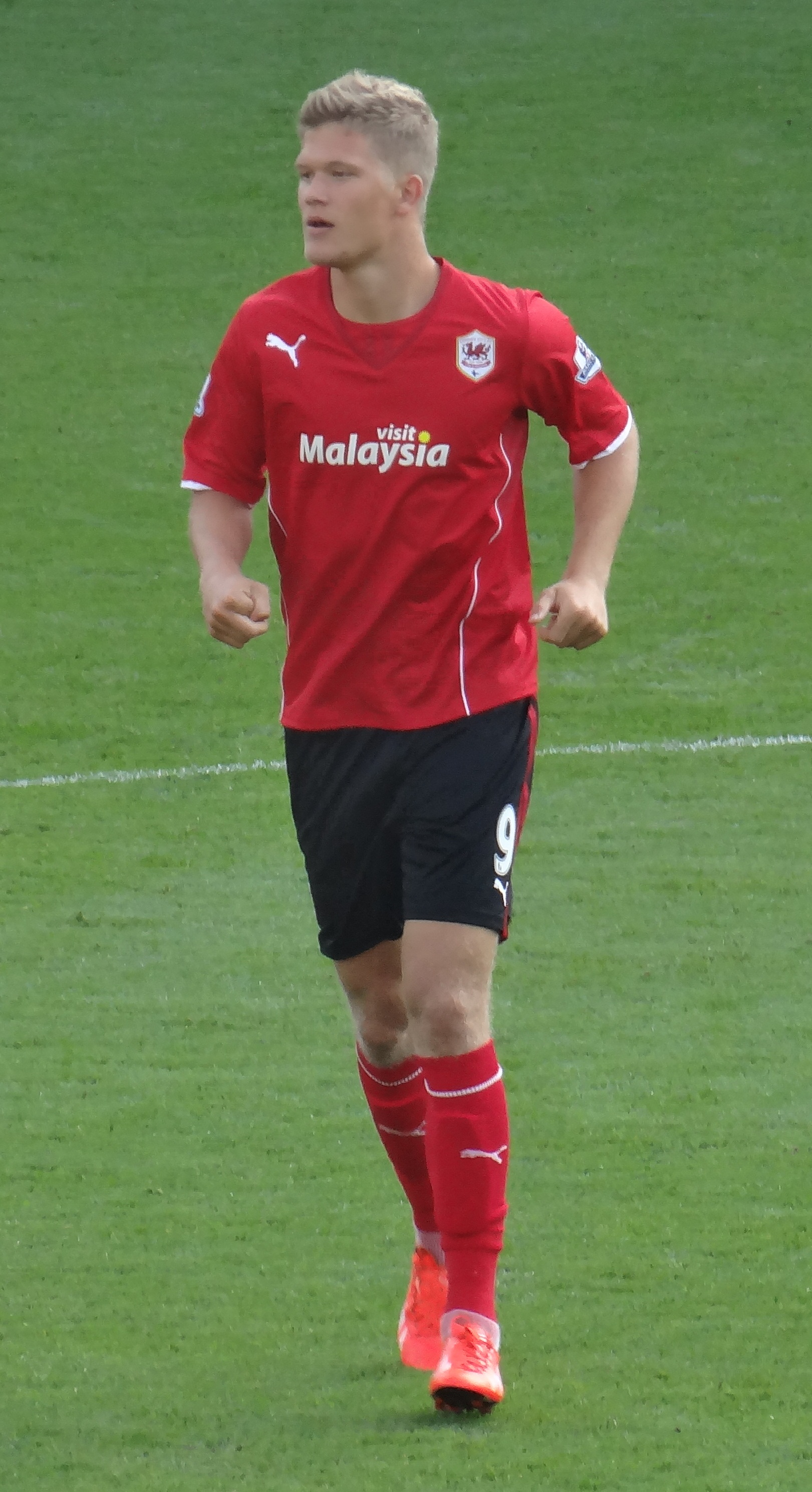
Andreas Cornelius v dresu Cardiffu City.

27. června 2013 oznámil velšský klub Cardiff City, nováček anglické Premier League, že z FC Kodaň Cornelia získal. Vydržel zde pouze půlrok, během něhož se nedokázal prosadit a 31. ledna 2014 se vrátil do FC Kodaň.

## Reprezentační kariéra
26. ledna 2013 odehrál 67 minut přátelského zápasu s Kanadou (v USA), který Dánové vyhráli 4:0. Za tuto dobu stihl vstřelit hattrick. Toto dánské mužstvo bylo složeno pouze z hráčů dánské ligy, šlo tedy o neoficiální ligový výběr.

### A-mužstvo
V A-týmu Dánska zažil debut 8. září 2012 v Kodani při bezbrankové remíze v úvodním kvalifikačním utkání na MS 2014 s Českou republikou. Poté nastoupil 12. října 2012 proti domácímu Bulharsku (remíza 1:1).
První gól vstřelil v odvetném utkání s Českou republikou na Andrově stadionu v Olomouci 22. března 2013. V 57. minutě dal první gól zápasu, když se dostal k odraženému míči a prudce ho napálil pod břevno. Dánsko porazilo ČR 3:0. Hrál v základní sestavě i v dalším kvalifikačním utkání 26. března 2013 v Kodani proti hostujícímu Bulharsku, které skončilo remízou 1:1. Dánsko získalo z 5 zápasů jen 6 bodů a kleslo na čtvrté místo za Českou republiku.

### Reprezentační góly
Góly Andrease Cornelia v A-mužstvu Dánska
| 010                | 22. 3. 2013 | Andrův stadion, Olomouc, Česko | Česko | 00:1 0(57.) | 0:3 | kvalifikace na MS 2014 |
| Platí k 5. 5. 2015 |             |                                |       |             |     |                        |